# Tomoko Takahashi
Tomoko Takahashi (jap. 高橋 友子, Takahashi Tomoko; * um 1945) ist eine ehemalige japanische Badmintonspielerin.

## Karriere
Tomoko Takahashi gewann 1968 bei den japanischen Einzelmeisterschaften ihren einzigen nationalen Titel. Sie siegte dabei im Dameneinzel. International war sie dagegen wesentlich erfolgreicher. So gewann sie bei den Asienspielen 1966 Silber im Doppel und Bronze im Einzel. 1969 wurde sie Zweite bei den prestigeträchtigen All England. Im Finale des Uber Cups, der Weltmeisterschaft für Damenmannschaften, konnte sie mit dem japanischen Team 1966 die USA und 1969 Indonesien bezwingen und somit zweimal Weltmeisterin werden.

## Sportliche Erfolge
| Saison | Veranstaltung                | Disziplin   | Platz | Name                           |
| ------ | ---------------------------- | ----------- | ----- | ------------------------------ |
| 1966   | Uber Cup                     | Damenteam   | 1     | Japan                          |
| 1966   | Asienspiele                  | Damendoppel | 2     | Hiroe Amano / Tomoko Takahashi |
| 1966   | Asienspiele                  | Dameneinzel | 3     | Tomoko Takahashi               |
| 1968   | Japan: Einzelmeisterschaften | Dameneinzel | 1     | Tomoko Takahashi               |
| 1969   | Uber Cup                     | Damenteam   | 1     | Japan                          |
| 1969   | All England                  | Damendoppel | 2     | Hiroe Amano / Tomoko Takahashi |